# Торосярви
Торосярви, Торосъярви — пресноводное озеро на территории Паданского сельского поселения Медвежьегорского района Республики Карелии.

## Общие сведения
Располагается на высоте выше 120,2 метров над уровнем моря.
Форма озера дугообразная, продолговатая: оно более чем на полтора километра вытянуто с северо-запада на юго-восток. Берега каменисто-песчаные, преимущественно возвышенные.
С западной стороны озера вытекает безымянный водоток, впадающий в Сяргозеро, которое, в свою очередь, протокой соединяется с Сонозером. Через Сонозеро течёт река Волома, впадающая в Сегозеро.
Острова на озере отсутствуют.
К востоку от озера проходит автодорога местного значения 86К-165 («Чёбино — Паданы — Шалговаара — Маслозеро»).
В полутора километрах к северо-востоку от озера располагается посёлок Шалговаара.

## Панорама

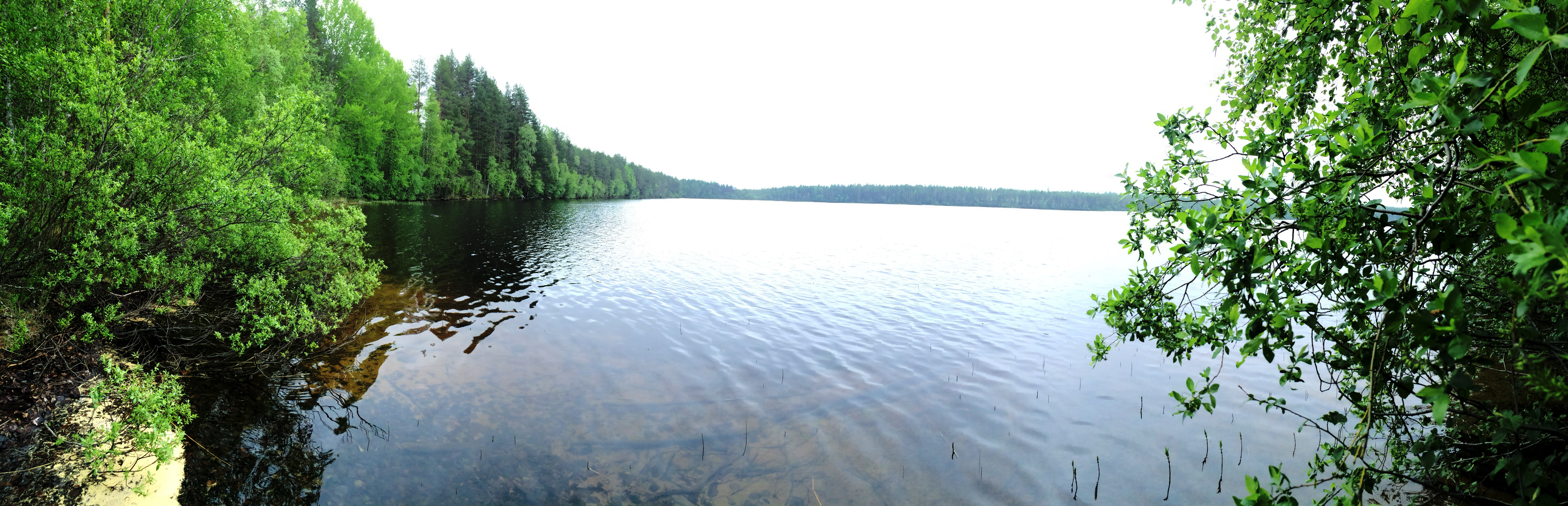
Панорама